# تارینا تارانتینو
تارینا تارانتینو (انگلیسی: Tarina Tarantino؛ زادهٔ ۱ ژانویهٔ ۱۹۶۸) طراح جواهرات است.